# Discorso dell'Areopago

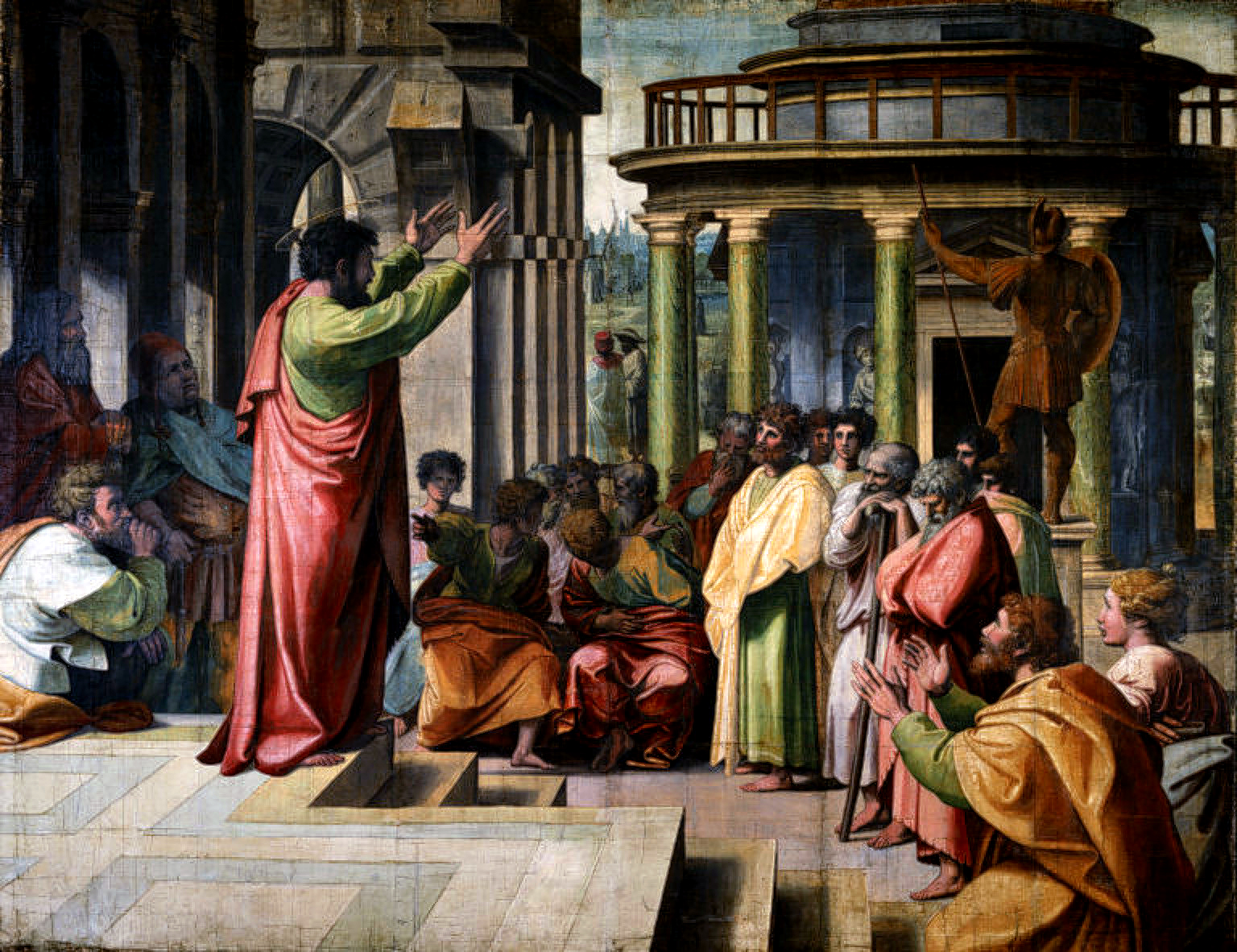
Raffaello, Predica di san Paolo (1515-1516).

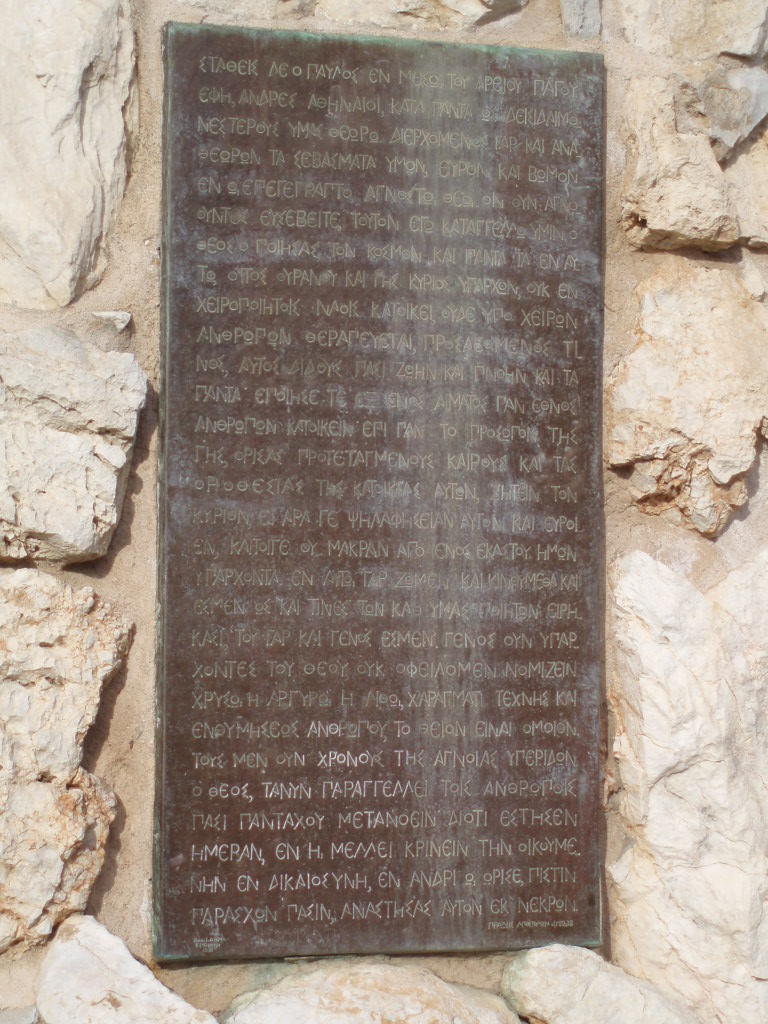
Iscrizione moderna presso l'Areopago recante il testo del discorso di san Paolo.

Il Discorso dell'Areopago è un'omelia pronunciata da san Paolo ad Atene, davanti all'Areopago (assemblea degli anziani). L'episodio è raccontato negli Atti degli Apostoli (Atti 17:16–34). Il discorso dell'Areopago è il discorso più drammatico e più dettagliatamente riferito dell'esperienza missionaria di san Paolo e seguì un discorso più breve, pronunciato a Listra, riportato in Atti 14:15-17.

## Storia
Paolo aveva incontrato delle opposizioni nella sua predicazione a Tessalonica ed a Berea nel nord della Grecia e tra la fine del 49 e l'inizio del 50 si era recato ad Atene per essere al sicuro. Secondo gli Atti degli Apostoli, mentre stava aspettando che arrivassero i suoi compagni Sila e Timoteo, Paolo fu afflitto nel vedere Atene piena di idoli. Il commentatore John Gill scrisse in proposito:
( John Gill, Gill's Exposition of the Entire Bible, in Bible hub. URL consultato il 28 settembre 2015.)
Quindi Paolo si recò alla sinagoga e all'agorà in molte occasioni ("quotidianamente") per predicare la risurrezione di Gesù.
In seguito alcuni Greci lo portarono ad una riunione all'Areopago, l'alto tribunale di Atene, per spiegare ciò che sosteneva. "Areopago" significa letteralmente "Rocca di Ares"; era un luogo dove si trovavano templi, strutture culturali ed era l'alto tribunale della città. È stato ipotizzato da Robert Paul Seesengood che fosse illegale pregare una divinità straniera ad Atene, il che avrebbe reso il discorso di Paolo una commistione fra una conferenza ed un processo.
Il discorso si fonda su cinque punti principali:
- Introduzione: discussione sull'ignoranza del culto pagano (23-24)
- L'oggetto di culto è l'unico Dio Creatore (25-26)
- Il rapporto di Dio con l'umanità (26-27)
- Idoli d'oro, d'argento e di pietra come oggetti di falso culto (28-29)
- Conclusione: è tempo di porre fine all'ignoranza (30-31)

Questo discorso è uno dei primi tentativi di spiegare la natura di Cristo ed è un primo passo nel cammino che porta allo sviluppo della Cristologia.
Paolo inizia il suo discorso sottolineando il bisogno di conoscere Dio, piuttosto che idolatrare l'ignoto:
In seguito Paolo spiega concetti come resurrezione e salvezza: è un preludio alle future discussioni di Cristologia.
Dopo il discorso alcune persone divennero seguaci di Paolo: tra loro ci furono una donna chiamata Damaride e Dionigi, un membro dell'Areopago (da non confondere con lo Pseudo-Dionigi o con Dionigi, primo vescovo di Parigi).
Nel XX secolo Papa Giovanni Paolo II paragonò i media moderni al "Nuovo Areopago", dove le idee cristiane avevano bisogno di essere spiegate e difese di nuovo, contro la miscredenza e gli idoli d'oro e d'argento.

## Testo integrale del discorso
Quelli che accompagnavano Paolo andarono con lui fino ad Atene. Qui Paolo li incaricò di dire a Sila e Timòteo di raggiungerlo il più presto possibile. 22Paolo allora si alzò in mezzo all'Areòpago e disse: 'Cittadini ateniesi, io vedo che voi siete persone molto religiose da tutti i punti di vista. 23Ho percorso la vostra città e ho osservato i vostri monumenti sacri; ho trovato anche un altare con questa dedica: al dio sconosciuto. Ebbene, io vengo ad annunziarvi quel Dio che voi adorate ma non conoscete. 24'Egli è colui che ha fatto il mondo e tutto quello che esso contiene. Egli è il Signore del cielo e della terra, e non abita in templi costruiti dagli uomini. 25Non si fa servire dagli uomini come se avesse bisogno di qualche cosa: anzi è lui che dà a tutti la vita, il respiro e tutto il resto. 26'Da un solo uomo Dio ha fatto discendere tutti i popoli, e li ha fatti abitare su tutta la terra. Ha stabilito per loro i periodi delle stagioni e i confini dei territori da loro abitati. 27Dio ha fatto tutto questo perché gli uomini lo cerchino e si sforzino di trovarlo, anche a tentoni, per poterlo incontrare. In realtà Dio non è lontano da ciascuno di noi. 28In lui infatti noi viviamo, ci muoviamo ed esistiamo. Anche alcuni vostri poeti l'hanno detto: 'Noi siamo figli di Dio'. 29'Se dunque noi veniamo da Dio non possiamo pensare che Dio sia simile a statue d'oro, d'argento o di pietra scolpite dall'arte e create dalla fantasia degli uomini. 30Ebbene: Dio, ora, non tiene più conto del tempo passato, quando gli uomini vivevano nell'ignoranza. Ora, egli rivolge un ordine agli uomini: tutti dappertutto devono convertirsi. 31Dio infatti ha fissato un giorno nel quale giudicherà il mondo con giustizia. E lo farà per mezzo di un uomo, che egli ha stabilito e ha approvato davanti a tutti, facendolo risorgere dai morti'.32Appena sentirono parlare di risurrezione dei morti, alcuni dei presenti cominciarono a deridere Paolo. Altri invece dissero: 'Su questo punto ti sentiremo un'altra volta'.
33Così Paolo si allontanò da loro. 34Alcuni però lo seguirono e credettero. Fa questi vi era anche un certo Dionigi, uno del consiglio dell'Areòpago, una donna di nome Dàmaris e alcuni altri.